# 胡赐道
胡赐道（1926年10月30日—2023年9月8日），新加坡政治人物，胡载坤之子。他曾经于1985年至2001年间在新加坡人民行动党的政府出任财政部长。退出政坛后，出任新加坡地产发展公司嘉德置地的主席至去世。
曾在1984年、1988年、1991年及1997年的大选中获得胜利。他于1984年时首度参选牛车水区国会议员，得票率达83.2％，是当时参加竞选时得票率最高的新候选人，当时他已58岁。 随后新加坡选举采用集选区制，在较后成为了牛车水－东陵集选区的议员。
在1984年大选后不久，他出任新加坡贸易与工业部长兼新加坡金融管理局和新加坡货币局主席。1985年5月，他被调任为财政部长兼卫生部长。后来他卸下卫生部的职责，担任财政部长至2001年长达16年。
胡赐道与配偶陈美玲（马来西亚锡商丹斯理陈陞祺之女）育有一男一女。他是新加坡客家华裔、为卫理公会教徒。
胡賜道在2023年9月8日逝世，享年96歲。